# シグルド・ロステッド
- シグール・ルーステッド

シグルド・ロステッド（Sigurd Rosted, 1994年7月22日 - ）は、ノルウェー・オスロ出身のサッカー選手。メジャーリーグサッカー・トロントFC所属。ポジションはDF。メディアによってはノルウェー語の発音に合わせて『シグール・ルーステッド』と紹介されることもある。

## クラブ経歴
地元オスロの下部リーグのチームでプレーした後、2015年1月にサルプスボルグ08と契約。加入前に強直性脊椎炎という関節炎を患っていたものの、見事に克服。その関係でデビューが大幅に遅れたものの、9月27日のオッド・グレンランド戦で加入後初出場。2016年シーズン以降は先発に定着し、主力選手に成長した。
2018年1月8日、KAAヘントと3年半の契約を締結。移籍後即先発に定着。8月20日のKASオイペン戦で、移籍後初ゴールを記録。12月21日のサークル・ブルッヘ戦でもゴールを記録。 2018-19シーズンはDFながら5ゴールを決めるなど、最終ラインの中心として活躍した。
2019年8月27日、ブレンビーIFと4年契約を締結。新天地でも最終ラインに定着。2020-21シーズンは3ゴールを決め、16年振りのリーグ優勝に貢献した。
2023年2月7日、トロントFCに移籍した。

## 代表経歴
2016年9月のノルウェー代表に初招集。翌年6月14日のスウェーデン戦で代表デビュー。2018年3月27日のアルバニア戦で、代表初ゴールを決めた。